# Campeonato de Primera C 1995-96 (Argentina)
El Campeonato de Primera C 1995-96 fue la sexagésima segunda edición del certamen y la décima de esta división como cuarta categoría del fútbol argentino. Fue disputado entre el 29 de julio de 1995 y el 6 de julio de 1996 por 19 equipos. Cabe destacar que a partir de esta temporada los partidos ganados comenzaron a otorgar tres puntos en lugar de dos, como hasta ese momento ocurría.
Se incorporaron para esta temporada Justo José de Urquiza y General Lamadrid, campeón y segundo ascendido de la Primera D, así como Excursionistas y Ituzaingó, descendidos de la Primera B Metropolitana.
El campeón fue Atlético Campana, que de esta manera obtuvo el primer ascenso, al vencer en la final a Leandro N. Alem, que luego obtuvo  el segundo ascenso tras vencer al ganador del Torneo reducido. Luego ascendieron también por medio de un Torneo reclasificatorio, Midland y San Telmo.
Asimismo, el torneo determinó el descenso de Puerto Nuevo, que debido a su ubicación en la tabla de promedios disputó también un Torneo reclasificatorio con equipos de la Primera D en el que no logró mantener la categoría.

## Ascensos y descensos
| Promedio | Descendidos de la Primera C 1994-95 |
| -------- | ----------------------------------- |
| 18.°     | Comunicaciones                      |
| 19.°     | Villa San Carlos                    |

| Posición  | Ascendidos de la Primera D 1994-95 |
| --------- | ---------------------------------- |
| Campeón   | Justo José de Urquiza              |
| Gan. red. | General Lamadrid                   |

| Posición  | Ascendidos a la Primera B 1995-96 |
| --------- | --------------------------------- |
| Campeón   | Temperley                         |
| Gan. red. | Tristán Suárez                    |

| Promedio | Descendidos de la Primera B 1994-95 |
| -------- | ----------------------------------- |
| 17.º     | Excursionistas                      |
| 18.º     | Ituzaingó                           |

## Equipos participantes
| Equipo                | Ciudad            | Estadio                                            | Capacidad  |
| --------------------- | ----------------- | -------------------------------------------------- | ---------- |
| Argentino             | Merlo             | Argentino de Merlo                                 | 11.000     |
| Atlético Campana      | Campana           | Coliseo de Mitre y Puccini                         | 12.000     |
| Barracas Central      | Buenos Aires      | Barracas Central                                   | 4400       |
| Berazategui           | Berazategui       | Norman Lee                                         | 5500       |
| Brown                 | Adrogué           | Lorenzo Arandilla                                  | 4500       |
| Deportivo Merlo       | Merlo             | José Manuel Moreno                                 | 7500       |
| Deportivo Paraguayo   | Buenos Aires      | José María Moraños Juan Antonio Arias              | 1500 3000  |
| Deportivo Riestra     | Buenos Aires      | Guillermo Laza                                     | 3000       |
| Excursionistas        | Buenos Aires      | Excursionistas                                     | 7200       |
| Flandria              | Jáuregui          | Carlos V                                           | 5000       |
| General Lamadrid      | Buenos Aires      | Enrique Sexto                                      | 3500       |
| Ituzaingó             | Ituzaingó         | Carlos Sacaan                                      | 3500       |
| Justo José de Urquiza | Loma Hermosa      | Ramón Roque Martín                                 | 2500       |
| Leandro N. Alem       | General Rodríguez | Leandro N. Alem                                    | 4000       |
| Liniers               | San Justo         | Juan Antonio Arias                                 | 3000       |
| Luján                 | Luján             | Municipal de Luján                                 | 2000       |
| Midland               | Libertad          | Ciudad de Libertad                                 | 4000       |
| Puerto Nuevo          | Campana           | El Coliseo de Mitre y Puccini Municipal de Campana | 12.000 500 |
| San Telmo             | Dock Sud          | Dr. Osvaldo Baletto                                | 10 500     |

| 1. 2. 3. 4. |

### Distribución geográfica de los equipos
| Región                                   | Cant. | Equipos |
| ---------------------------------------- | ----- | --- |
| Conurbano bonaerense                     | 9     | Argentino (M), Berazategui, Brown (A), Deportivo Merlo, Ituzaingó, Justo José de Urquiza, Liniers, Midland y San Telmo |
| Ciudad de Buenos Aires                   | 5     | Barracas Central, Deportivo Paraguayo, Deportivo Riestra, Excursionistas y General Lamadrid                            |
| Interior de la provincia de Buenos Aires | 5     | Atlético Campana, Flandria, Leandro N. Alem, Luján y Puerto Nuevo                                                      |

## Formato

### Competición
Se disputaron dos torneos: Apertura y Clausura. En cada uno de ellos, los 19 equipos se enfrentaron todos contra todos. Ambos se jugaron a una sola rueda. Los partidos disputados en el Torneo Clausura representaron los desquites de los del Torneo Apertura, invirtiendo la localía. Si el ganador de ambas fases fuera el mismo equipo, sería el campeón. En cambio, si los ganadores del Apertura y el Clausura fueran dos equipos distintos disputarían una final a dos partidos para determinarlo. El perdedor de la final, por su parte, clasificaría a otra final contra el ganador del Torneo reducido.

### Ascensos
Los ganadores de cada uno de los torneos disputaron una final cuyo ganador se consagró campeón y ascendió directamente. Los ocho equipos mejor ubicados en la tabla de posiciones final, a excepción de los clasificados a la final por el campeonato, clasificaron al Torneo reducido. El ganador del mismo disputó una eliminatoria contra el perdedor de la final por el campeonato cuyo ganador obtuvo el segundo ascenso.
Luego, todos los equipos que no habían logrado el ascenso ni finalizado en los dos últimos lugares de la tabla de promedios disputaron un Torneo reclasificatorio con equipos de la Primera B Metropolitana que entregó tres cupos en dicha categoría.

### Descensos
El promedio se calculó con los puntos obtenidos en la fase regular de los torneos de 1993-94, 1994-95 y 1995-96. Los equipos que ocuparon los dos últimos lugares de la tabla de promedios disputaron un Torneo reclasificatorio con equipos de la Primera D que entregó dos cupos en la Primera C de la temporada siguiente.

## Torneo Apertura

### Tabla de posiciones
| Pos. | Equipo                | Pts. | PJ | PG | PE | PP | GF | GC | Dif. |
| ---- | --------------------- | ---- | -- | -- | -- | -- | -- | -- | ---- |
| 1.º  | Atlético Campana      | 36   | 18 | 10 | 6  | 2  | 26 | 10 | 16   |
| 2.º  | Justo José de Urquiza | 33   | 18 | 10 | 3  | 5  | 34 | 21 | 13   |
| 3.º  | San Telmo             | 31   | 18 | 8  | 7  | 3  | 25 | 10 | 15   |
| 4.º  | Leandro N. Alem       | 29   | 18 | 7  | 8  | 3  | 29 | 25 | 4    |
| 5.º  | Ituzaingó             | 29   | 18 | 7  | 8  | 3  | 21 | 20 | 1    |
| 6.º  | Brown de Adrogué      | 29   | 18 | 7  | 8  | 3  | 15 | 14 | 1    |
| 7.º  | General Lamadrid      | 27   | 18 | 7  | 6  | 5  | 20 | 21 | −1   |
| 8.º  | Berazategui           | 26   | 18 | 6  | 8  | 4  | 24 | 17 | 7    |
| 9.º  | Deportivo Merlo       | 26   | 18 | 8  | 2  | 8  | 21 | 27 | −6   |
| 10.º | Flandria              | 25   | 18 | 6  | 7  | 5  | 24 | 17 | 7    |
| 11.º | Deportivo Riestra     | 23   | 18 | 6  | 5  | 7  | 12 | 17 | −5   |
| 12.º | Excursionistas        | 22   | 18 | 5  | 7  | 6  | 16 | 15 | 1    |
| 13.º | Liniers               | 22   | 18 | 5  | 7  | 6  | 15 | 16 | −1   |
| 14.º | Barracas Central      | 21   | 18 | 5  | 6  | 7  | 21 | 16 | 5    |
| 15.º | Deportivo Paraguayo   | 20   | 18 | 4  | 8  | 6  | 17 | 23 | −6   |
| 16.º | Argentino de Merlo    | 16   | 18 | 3  | 7  | 8  | 16 | 24 | −8   |
| 17.º | Midland               | 14   | 18 | 2  | 8  | 8  | 13 | 27 | −14  |
| 18.º | Puerto Nuevo          | 13   | 18 | 2  | 7  | 9  | 11 | 20 | −9   |
| 19.º | Luján                 | 8    | 18 | 0  | 8  | 10 | 14 | 34 | −20  |

|  | Se consagró campeón del Torneo Apertura. |

|  |

## Torneo Clausura

### Tabla de posiciones
| Pos. | Equipo                | Pts. | PJ | PG | PE | PP | GF | GC | Dif. |
| ---- | --------------------- | ---- | -- | -- | -- | -- | -- | -- | ---- |
| 1.º  | Leandro N. Alem       | 39   | 18 | 12 | 3  | 3  | 40 | 14 | 26   |
| 2.º  | General Lamadrid      | 35   | 18 | 9  | 8  | 1  | 32 | 15 | 17   |
| 3.º  | Berazategui           | 31   | 18 | 8  | 7  | 3  | 37 | 25 | 12   |
| 4.º  | Atlético Campana      | 30   | 18 | 9  | 6  | 3  | 22 | 13 | 9    |
| 5.º  | Deportivo Riestra     | 28   | 18 | 7  | 7  | 4  | 18 | 13 | 5    |
| 6.º  | Justo José de Urquiza | 26   | 18 | 6  | 8  | 4  | 27 | 24 | 3    |
| 7.º  | Deportivo Paraguayo   | 25   | 18 | 6  | 7  | 5  | 27 | 21 | 6    |
| 8.º  | Flandria              | 23   | 18 | 6  | 5  | 7  | 26 | 24 | 2    |
| 9.º  | Barracas Central      | 23   | 18 | 6  | 5  | 7  | 21 | 22 | −1   |
| 10.º | Deportivo Merlo       | 23   | 18 | 5  | 8  | 5  | 19 | 26 | −7   |
| 11.º | Argentino de Merlo    | 22   | 18 | 5  | 7  | 6  | 26 | 28 | −2   |
| 12.º | Ituzaingó             | 21   | 18 | 5  | 6  | 7  | 19 | 25 | −6   |
| 13.º | Brown de Adrogué      | 21   | 18 | 5  | 6  | 7  | 21 | 30 | −9   |
| 14.º | Midland               | 20   | 18 | 5  | 5  | 8  | 23 | 28 | −5   |
| 15.º | Excursionistas        | 19   | 18 | 4  | 7  | 7  | 24 | 27 | −3   |
| 16.º | Luján                 | 19   | 18 | 4  | 7  | 7  | 31 | 39 | −8   |
| 17.º | San Telmo             | 17   | 18 | 3  | 8  | 7  | 21 | 28 | −7   |
| 18.º | Liniers               | 16   | 18 | 4  | 4  | 10 | 16 | 32 | −16  |
| 19.º | Puerto Nuevo          | 12   | 18 | 2  | 6  | 10 | 19 | 35 | −16  |

|  | Se consagró campeón del Torneo Clausura. |

| 1. |

## Final por el campeonato
Fue disputada por los ganadores de los torneos Apertura y Clausura, Atlético Campana y Leandro N. Alem respectivamente. El ganador se consagró campeón y obtuvo el primer ascenso a la Primera B Metropolitana.
| Atlético Campana | 1 - 1 | Leandro N. Alem | Coliseo de Mitre y Puccini | 18 de mayo de 1996 |

| Leandro N. Alem                                                                          | 0 - 1 | Atlético Campana | Fragata Presidente Sarmiento | 26 de mayo de 1996 |
| Global 2 - 1. Atlético Campana se coronó campeón y ascendió a la Primera B Metropolitana |       |                  |                              |                    |

## Tabla de posiciones final de la temporada
| Pos. | Equipo                | Pts. | PJ | PG | PE | PP | GF | GC | Dif. |
| ---- | --------------------- | ---- | -- | -- | -- | -- | -- | -- | ---- |
| 1.º  | Leandro N. Alem       | 68   | 36 | 19 | 11 | 6  | 69 | 39 | 30   |
| 2.º  | Atlético Campana      | 66   | 36 | 19 | 12 | 5  | 48 | 23 | 25   |
| 3.º  | General Lamadrid      | 62   | 36 | 16 | 14 | 6  | 52 | 36 | 16   |
| 4.º  | Justo José de Urquiza | 59   | 36 | 16 | 11 | 9  | 61 | 45 | 16   |
| 5.º  | Berazategui           | 57   | 36 | 14 | 15 | 7  | 61 | 42 | 19   |
| 6.º  | Deportivo Riestra     | 51   | 36 | 13 | 12 | 11 | 30 | 30 | 0    |
| 7.º  | Ituzaingó             | 50   | 36 | 12 | 14 | 10 | 40 | 45 | −5   |
| 8.º  | Brown de Adrogué      | 50   | 36 | 12 | 14 | 10 | 36 | 44 | −8   |
| 9.º  | Deportivo Merlo       | 49   | 36 | 13 | 10 | 13 | 40 | 53 | −13  |
| 10.º | Flandria              | 48   | 36 | 12 | 12 | 12 | 50 | 41 | 9    |
| 11.º | San Telmo             | 48   | 36 | 11 | 15 | 10 | 46 | 38 | 8    |
| 12.º | Deportivo Paraguayo   | 45   | 36 | 10 | 15 | 11 | 44 | 44 | 0    |
| 13.º | Barracas Central      | 44   | 36 | 11 | 11 | 14 | 42 | 38 | 4    |
| 14.º | Excursionistas        | 41   | 36 | 9  | 14 | 13 | 40 | 42 | −2   |
| 15.º | Argentino de Merlo    | 38   | 36 | 8  | 14 | 14 | 42 | 52 | −10  |
| 16.º | Liniers               | 38   | 36 | 9  | 11 | 16 | 31 | 48 | −17  |
| 17.º | Midland               | 34   | 36 | 7  | 13 | 16 | 36 | 55 | −19  |
| 18.º | Luján                 | 27   | 36 | 4  | 15 | 17 | 45 | 73 | −28  |
| 19.º | Puerto Nuevo          | 25   | 36 | 4  | 13 | 19 | 30 | 55 | −25  |

|  | Clasificado a la final por el segundo ascenso tras perder la final por el campeonato. |
|  | Campeón. Ascendió a la Primera B Metropolitana tras ganar la final por el campeonato. |
|  | Clasificados al Torneo Reducido y luego al Torneo Reclasificatorio.                   |
|  | Clasificados al Torneo Reclasificatorio.                                              |

| 1. |

## Torneo reducido

### Cuadro de desarrollo
|  | Cuartos de final         | Cuartos de final | Cuartos de final  | Cuartos de final |   |                  | Semifinales    | Semifinales    | Semifinales    | Semifinales    |  |                  | Final            | Final            | Final            | Final            |  |
|  | 18 y 25 de mayo          | 18 y 25 de mayo  | 18 y 25 de mayo   | 18 y 25 de mayo  |   |                  | 1 y 8 de junio | 1 y 8 de junio | 1 y 8 de junio | 1 y 8 de junio |  |                  | 15 y 22 de junio | 15 y 22 de junio | 15 y 22 de junio | 15 y 22 de junio |  |
|  |                          |                  |                   |                  |   |                  |                |                |                |                |  |                  |                  |                  |                  |                  |  |
|  |                          |                  |                   |                  |   |                  |                |                |                |                |  |                  |                  |                  |                  |                  |  |
|  | General Lamadrid (v.d.)  | 0                | 1                 | 1                |   |                  |                |                |                |                |  |                  |                  |                  |                  |                  |  |
|  | General Lamadrid (v.d.)  | 0                | 1                 | 1                |   |                  |                |                |                |                |  |                  |                  |                  |                  |                  |  |
|  | Flandria                 | 1                | 0                 | 1                |   |                  |                |                |                |                |  |                  |                  |                  |                  |                  |  |
|  | Flandria                 | 1                | 0                 | 1                |   | General Lamadrid | 2              | 0              | 2              |                |  |                  |                  |                  |                  |                  |  |
|  |                          |                  |                   |                  |   | General Lamadrid | 2              | 0              | 2              |                |  |                  |                  |                  |                  |                  |  |
|  |                          |                  | Deportivo Merlo   | 1                | 0 | 1                |                |                |                |                |  |                  |                  |                  |                  |                  |  |
|  | Justo José de Urquiza    | 1                | Deportivo Merlo   | 1                | 0 | 1                | 0              | 1              |                |                |  |                  |                  |                  |                  |                  |  |
|  | Justo José de Urquiza    | 1                |                   |                  |   |                  |                |                |                |                |  |                  |                  |                  |                  |                  |  |
|  | Deportivo Merlo          | 1                | 1                 | 2                |   |                  |                |                |                |                |  |                  |                  |                  |                  |                  |  |
|  | Deportivo Merlo          | 1                | 1                 | 2                |   |                  |                |                |                |                |  | General Lamadrid | 1                | 3                | 4                |                  |  |
|  |                          |                  |                   |                  |   |                  |                |                |                |                |  | General Lamadrid | 1                | 3                | 4                |                  |  |
|  |                          |                  | Berazategui       | 2                | 0 | 2                |                |                |                |                |  |                  |                  |                  |                  |                  |  |
|  | Berazategui (v.d.)       | 0                | Berazategui       | 2                | 0 | 2                | 0              | 0              |                |                |  |                  |                  |                  |                  |                  |  |
|  | Berazategui (v.d.)       | 0                |                   |                  |   |                  |                |                |                |                |  |                  |                  |                  |                  |                  |  |
|  | Brown de Adrogué         | 0                | 0                 | 0                |   |                  |                |                |                |                |  |                  |                  |                  |                  |                  |  |
|  | Brown de Adrogué         | 0                | 0                 | 0                |   | Berazategui      | 0              | 7              | 7              |                |  |                  |                  |                  |                  |                  |  |
|  |                          |                  |                   |                  |   | Berazategui      | 0              | 7              | 7              |                |  |                  |                  |                  |                  |                  |  |
|  |                          |                  | Deportivo Riestra | 1                | 0 | 1                |                |                |                |                |  |                  |                  |                  |                  |                  |  |
|  | Deportivo Riestra (v.d.) | 3                | Deportivo Riestra | 1                | 0 | 1                | 0              | 3              |                |                |  |                  |                  |                  |                  |                  |  |
|  | Deportivo Riestra (v.d.) | 3                |                   |                  |   |                  |                |                |                |                |  |                  |                  |                  |                  |                  |  |
|  | Ituzaingó                | 3                | 0                 | 3                |   |                  |                |                |                |                |  |                  |                  |                  |                  |                  |  |
|  | Ituzaingó                | 3                | 0                 | 3                |   |                  |                |                |                |                |  |                  |                  |                  |                  |                  |  |
|  |                          |                  |                   |                  |   |                  |                |                |                |                |  |                  |                  |                  |                  |                  |  |

- Nota: En cada llave, el equipo que ocupa la primera línea es el que definió la serie como local.

General Lamadrid clasificó a la final por el segundo ascenso a la Primera B Metropolitana.

## Final por el segundo ascenso
Fue disputada por el perdedor de la final por el campeonato, Leandro N. Alem y el ganador del Torneo Reducido, General Lamadrid. El ganador obtuvo el segundo ascenso a la Primera B Metropolitana.
| General Lamadrid | 0 - 2 | Leandro N. Alem | Islas Malvinas | 29 de junio de 1996 |

| Leandro N. Alem                                                     | 0 - 1 | General Lamadrid | Malvinas Argentinas | 6 de julio de 1996 |
| Global 2 - 1. Leandro N. Alem ascendió a la Primera B Metropolitana |       |                  |                     |                    |

## Tabla de descenso
La confección del tabla de descenso en esta temporada, al igual que en la anterior, tuvo una particularidad. Como en las temporada 1993/94 y 1994/95 aun se otorgaban 2 puntos por partido ganado en lugar de 3 se realizó la Tabla de Promedios teniendo en cuenta este criterio, ya que existía una desventaja entre los equipos que habían participado del campeonato antes mencionado y los que no. Por eso, como se puede observar, los puntajes correspondientes a la presente temporada no coinciden con los de la Tabla de Posiciones Final sino los que cada equipo hubiera tenido en caso de que cada victoria valiera 2 puntos.
| Pos  | Equipo                | Prom. | 1993-94 | 1994-95 | 1995-96 | Pts | PJ  |
| ---- | --------------------- | ----- | ------- | ------- | ------- | --- | --- |
| 1.º  | General Lamadrid      | 1,277 | -       | -       | 46      | 46  | 36  |
| 2.º  | Justo José de Urquiza | 1,194 | -       | -       | 43      | 43  | 36  |
| 3.º  | Leandro N. Alem       | 1,185 | 48      | 31      | 49      | 128 | 108 |
| 4.º  | Atlético Campana      | 1,180 | -       | 38      | 47      | 85  | 72  |
| 5.º  | San Telmo             | 1,166 | 48      | 41      | 37      | 126 | 108 |
| 6.º  | Berazategui           | 1,111 | 35      | 42      | 43      | 120 | 108 |
| 7.º  | Deportivo Merlo       | 1,097 | -       | 43      | 36      | 79  | 72  |
| 8.º  | Ituzaingó             | 1,055 | -       | -       | 38      | 38  | 36  |
| 9.º  | Brown de Adrogué      | 1,037 | 34      | 40      | 38      | 112 | 108 |
| 10.º | Excursionistas        | 0,986 | 39      |         | 32      | 71  | 72  |
| 11.º | Deportivo Riestra     | 0,944 | -       | 30      | 38      | 68  | 72  |
| 12.º | Deportivo Paraguayo   | 0,935 | 30      | 36      | 35      | 101 | 108 |
| 13.º | Flandria              | 0,898 | 24      | 37      | 36      | 97  | 108 |
| 14.º | Liniers               | 0,898 | 34      | 34      | 29      | 97  | 108 |
| 15.º | Luján                 | 0,898 | 34      | 40      | 23      | 97  | 108 |
| 16.º | Midland               | 0,898 | 43      | 27      | 27      | 97  | 108 |
| 17.º | Argentino de Merlo    | 0,870 | 38      | 26      | 30      | 94  | 108 |
| 18.º | Barracas Central      | 0,851 | 29      | 30      | 33      | 92  | 108 |
| 19.º | Puerto Nuevo          | 0,750 | -       | 33      | 21      | 54  | 72  |

|  | Relegados al Torneo Reclasificatorio para evitar el descenso a la Primera D. |

## Reclasificatorio Primera C-Primera D
A raíz de uns reestructuración en el fútbol argentino realizada en esta temporada, los equipos que ocuparon los últimos dos lugares en la tabla de promedios, Barracas Central y Puerto Nuevo, en lugar de descender de forma directa, tuvieron la posibilidad de jugar un reclasificatorio ante equipos de la Primera D para definir qué clubes jugarían en la categoría el torneo siguiente.
Ambos equipos ingresaron al reclasificatorio en la tercera ronda del Reclasificatorio. El mismo era disputado a partido único en cancha neutral, aunque el equipo de la categoría superior hacía las veces de local. En caso de empate al cabo de los noventa minutos, debía jugarse tiempo suplementario y, de persisitir la igualdad, definir al ganador por medio de una tanda de penales.

### Tercera ronda
| 20 de julio de 1996 | Claypole | 1:3 | Barracas Central | Estadio 20 de Octubre, Tristán Suárez |  |

| 20 de julio de 1996 | Puerto Nuevo | 0:2 | Comunicaciones | Estadio Ramón Roque Martín, El Libertador |  |

| 20 de julio de 1996 | Acassuso | 0:4 | San Martín (B) | Estadio Monumental de Villa Lynch, Villa Lynch |  |

Al quedar eliminado del torneo, Puerto Nuevo descendió a la Primera D.

### Cuarta ronda
| 27 de julio de 1996 | Comunicaciones | (1)1:1(3) (t.s.)(p.) | San Martín (B) | Estadio Roberto Larrosa, Buenos Aires |  |

### Quinta ronda
| 10 de agosto de 1996 | Barracas Central | 0:4 | San Martín (B) | Estadio Guillermo Laza, Buenos Aires |  |

San Martín (B) ascendió a la Primera C. Barracas Central debía perder la categoría pero, al quedar una plaza disponible en la misma, el descenso quedó anulado y logró mantenerse.

## Reclasificatorio Primera B-Primera C
Como consecuencia de la reestructuración del fútbol argentino que la AFA decidió a partir de la temporada siguiente, se disputó un reclasificatorio entre los dos equipos peor ubicados en la tabla de promedios de la Primera B Metropolitana y todos los equipos de la Primera C que habían mantenido la categoría en esta temporada.
El mismo constó de tres rondas, aunque había prevista una cuarta que no llegó a disputarse. La primera fue disputada por todos los equipos de la Primera C a excepción de General Lamadrid, perdedor de la final por el segundo ascenso, que ingresó en la segunda etapa. Finalmente, en la tercera etapa ingresaron los equipos de la Primera B.
Todas las fases se jugaron a partido único, elaborando los cruces a partir de la tabla de posiciones final y ejerciendo la localía en el  en la misma o, en su defecto, el de categoría superior, aunque los partidos se jugaban en estadios neutrales. En caso de empate en el tiempo reglamentario se disputaba tiempo suplementario y, de persistir la igualdad, se definía por medio de una tanda de penales.
Los equipos que ganaron su respectiva serie de la tercera ronda disputaron debían disputar un triangular en la cuarta ronda que entregaría dos lugares en la Primera B Metropolitana, pero finalmente no se terminó de jugar ya que se liberó una plaza más en dicha categoría, razón por la cual los tres equipos que debián disputarlo participaron la temporada siguiente en la Primera B.
| Primera Ronda         |               |                     |                    |
| Local                 | Resultado     | Visitante           | Fecha              |
| --------------------- | ------------- | ------------------- | ------------------ |
| Justó José de Urquiza | 4 - 3         | Luján               | 6 de julio de 1996 |
| Berazategui           | 0 - 2         | Midland             | 6 de julio de 1996 |
| Deportivo Riestra     | 0 - 0 (1 - 4) | Liniers             | 6 de julio de 1996 |
| Ituzaingó             | 0 - 0 (2 - 4) | Argentino de Merlo  | 6 de julio de 1996 |
| Excursionistas        | 0 - 0 (2 - 4) | Brown de Adrogué    | 6 de julio de 1996 |
| Deportivo Merlo       | 3 - 0         | Deportivo Paraguayo | 6 de julio de 1996 |
| Flandria              | 1 - 3         | San Telmo           | 6 de julio de 1996 |

| Segunda Ronda    |               |                       |                     |
| Local            | Resultado     | Visitante             | Fecha               |
| ---------------- | ------------- | --------------------- | ------------------- |
| Deportivo Merlo  | 0 - 1         | San Telmo             | 20 de julio de 1996 |
| General Lamadrid | 0 - 0 (3 - 4) | Midland               | 27 de julio de 1996 |
| Liniers          | 0 - 3         | Justó José de Urquiza | 27 de julio de 1996 |
| Brown de Adrogué | 0 - 2         | Argentino de Merlo    | 27 de julio de 1996 |

| Tercera Ronda            |               |                    |                     |
| Local                    | Resultado     | Visitante          | Fecha               |
| ------------------------ | ------------- | ------------------ | ------------------- |
| Defensores de Cambaceres | 0 - 0 (0 - 3) | Midland            | 4 de agosto de 1996 |
| Colegiales               | 0 - 0 (4 - 2) | Argentino de Merlo | 4 de agosto de 1996 |
| Justó José de Urquiza    | 1 - 2         | San Telmo          | 4 de agosto de 1996 |

Midland y San Telmo ascendieron a la Primera B, mientras que Colegiales mantuvo la categoría.